# Płock Trzepowo
Płock Trzepowo – stacja kolejowa w Nowym Trzepowie, w gminie Stara Biała, w województwie mazowieckim, w Polsce.

## Ruch pasażerski
| Rok  | Wymiana pasażerska na dobę |
| ---- | -------------------------- |
| 2017 | 50-99                      |
| 2022 | 50-99                      |

Po 11 latach przerwy od 9 grudnia 2007 roku został wznowiony ruch pasażerski na odcinku Płock – Sierpc. Obecnie w Płocku Trzepowie zatrzymuje się ok. 10 pociągów pasażerskich w ciągu doby, obsługiwanych przez autobusy szynowe. Jest tu także spory ruch towarowy ze względu na zakłady Orlenu.

## Połączenia[3]
Obecnie stacja Płock Trzepowo obsługuje jeden pociąg regionalny Kolei Mazowieckich relacji Kutno – Gostynin – Płock – Sierpc (R31).
| Linia | Przewoźnik         | Trasa |
| R31   | Koleje Mazowieckie | Kutno – Kutno Azory – Raciborów Kutnowski – Strzelce Kujawskie – Sierakówek – Gostynin – Rogożew – Łąck – Płock Radziwie – Płock – Płock Trzepowo – Proboszczewice Płockie – Gozdowo – Susk – Sierpc |